# پسر مامان
پسر مامان (انگلیسی: Mother's Boy) یک فیلم کوتاه کمدی به کارگردانی هنری لرمن است که در سال ۱۹۱۳ منتشر شد.

## گزیدهٔ بازیگران
- فیلیس آلن
- راسکو آرباکل
- نیک کاگلی
- آلیس دَوِنپورت
- ادگار کندی
- بیلی گیلبرت